# Константинова, Инесса Александровна
Инесса (Ина) Александровна Константинова (1924, Киверичи, Тверская губерния — 4 марта 1944, Лукьяново, Псковская область) — советская партизанка-разведчица, героиня Великой Отечественной войны.

## Биография
Родилась в 1924 году в деревне Киверичи (ныне Рамешковский район Тверской области). Детство провела в городе Кашин, проживая с родителями и сестрой. Училась в средней школе № 1 города Кашина, с 1939 года член ВЛКСМ. Окончила школу в 1942 году, когда война уже шла в Калининской области.
С самого начала войны Инесса оказывала помощь пострадавшим от рук полицаев бойцам, работая медсестрой. С июля 1942 года она официально состояла в партизанском движении, служила разведчицей во 2-й Калининской партизанской бригаде (1-й Калининский партизанский корпус). Неоднократно она переходила линию фронта, добывая ценные сведения для бойцов РККА и партизан. Участвовала в боях с карателями. За свои заслуги она была награждена медалью «Партизану Отечественной войны» II степени, с 1943 года — кандидат в члены ВКП(б).
4 марта 1944 Инесса Константинова, находясь в разведке и прикрывая отход товарищей, погибла в бою с превосходящими силами немцев у деревни Лукьяново (Пустошкинский район Псковской области). Тело было найдено под сосной на следующий день. Посмертно в 1944 году Инесса Александровна Константинова была награждена Орденом Отечественной войны II степени. В 1949 году Инессу похоронили в Кашине.
В 1947 году были опубликованы её дневники, которые она вела во время пребывания в партизанских рядах. Дневники были переведены на многие языки и издавались за границей. С 1970 года её имя носит улица в Кашине.